# Vjacsaszlav Iharavics Szaldacenka
Vjacsaszlav Iharavics Szaldacenka (belarusz írással: Вячаслаў Ігаравіч Салдаценка; Orsa, 1994. július 23. –) fehérorosz válogatott kézilabdázó, kapus.

## Pályafutása

### Klubcsapatokban
Pályafutását az SKA Minszk csapatában kezdte, ahol 2012-től kézilabdázott. 2017-ben rövid ideig a német Balingen-Weilstetten csapatának tagja volt, de a klub kiesett az élvonalból és a szezon végeztével Szaldacenka a román első osztályú Székelyudvarhelyi KC játékosa lett.
2018 februárjában a klub alapító-elnöke elhunyt, a csapat pedig megszűnt, így játékosai, köztük Szaldacenka is elhagyták a klubot. A szezon végéig visszatért a Minszkhez, majd a következő szezontól a Constanța játékosa lett.

### A válogatottban
2013–ban mutatkozott be a fehérorosz válogatottban, amellyel részt vett a 2016-os és 2018-as Európa-bajnokságon, valamint a 2017-es világbajnokságon.